# Lamborghini LM002
LM002 je model Lamborghinija. Je športno terensko vozilo, ki so ga izdelovali od leta 1986 do leta 1993. Motor je imel V12. Izdelali so jih 328.